# 八坂神社 (加須市麦倉)
八坂神社（やさかじんじゃ）は、埼玉県加須市の神社。

## 歴史
当地は明応年間（1492年 - 1501年）に石川義俊によっていったん開発されたが、羽生城の木戸氏と争って敗北、荒廃してしまった。そのときに石川義俊の家臣だった鳥海氏が上野国に逃れたが、慶長年間（1596年 - 1615年）に故郷に戻り再開発をしたという。江戸時代後期の地誌『新編武蔵風土記稿』では、開山年を1655年（明暦元年）としているが、明治期の『神社明細帳』では1625年（寛永2年）としている。
明治初期に、祭神を牛頭天王から素戔嗚命に変更、社名も「牛頭天王社」から「八坂神社」に改称した。1944年（昭和19年）に近代社格制度に基づく「村社」に列せられ、祭神名の「素戔嗚命」を「素戔嗚尊」に変更した。

## 文化財
- 鈴木弘覚翁碑（加須市指定有形文化財 昭和55年3月5日指定）[2]
- 鈴木弘覚の書跡（加須市指定有形文化財 昭和57年12月7日指定）[2]
- 伊勢太廟参拝の碑（加須市指定有形文化財 昭和57年12月7日指定）[2]

## 交通アクセス
- 加須ICより車14分。